# Holpterus chilensis
Holpterus chilensis là một loài côn trùng trong họ Cerambycidae. Loài này được Blanchard miêu tả khoa học đầu tiên.
Đây là loài gây hại của cây Nothofagus dombeyi, phát triển phổ biến ở Chile.